# Raymond Clarence Ewry
Raymond Clarence Ewry, conegut com a Ray Ewry, (14 d'octubre, 1873 – 29 de setembre, 1937) fou un atleta estatunidenc que va guanyar 8 medalles d'or als Jocs Olímpics i dues més als Jocs Intercalats (1906). És per tant, el quart atleta amb més medalles d'or a la història dels Jocs en la competició d'atletisme, tan sols superat per Paavo Nurmi, Carl Lewis i Usain Bolt, amb 9 cadascun.

## Biografia
Ewry va néixer a Lafayette (Indiana). Estudià a la Universitat de Purdue on es graduà com enginyer. Ingressà al New York Athletic Club. Fou especialista en les proves, avui desaparegudes, de salts aturats (sense prendre embranzida), d'alçada, de longitud i triple salt. Guanyà medalles d'or en aquestes proves a quatre edicions consecutives dels Jocs de 1900 a 1908.